# 烏泥坎
烏泥坎（印尼語：Tanah Hitam）是印度尼西亞西加里曼丹省三發縣巴羅鎮所轄的8個村之一，位於巴羅鎮西南部，東接Mentibar村，南鄰直落吉拉末鎮Matang Segantar村、Samustida村、加靈鎮Tempapan Kuala村，西接Matang Danau村，北臨納土納海。